# Низложенная королева Ю
Принцесса Мунсо́н (문성군부인; 文城郡夫人; 15 августа 1576 — 31 октября 1623) или Низложенная королева Ю — чосонская королева-консорт. Была женой чосонского вана Кванхэ из династии Ли. Происходила из клана Мунхва́ Ю. Личное имя неизвестно, её называют госпожой Ю — по фамилии отца, по титулу — Хеджа́н-ванху́ (королева-консорт Хеджан (혜장왕후; 惠章王后) с 1608 года до свержения мужа в 1623 году), после чего она была известна как Свергнутая королева Ю (장렬경휘정성명숙현신정순왕비; 章烈敬徽貞聖明淑顯愼貞順王妃).

## Жизнеописание
Будущая королева родилась 15 августа 1576 года во времена правления вана Сонджо. Её отец, Ю Джаси́н, был из рода (клана) Мунхва Ю. Её мать была из клана Донхрэ Чжон[уточнить].
В в 1587 году, в возрасте 11 лет юная госпожа Ю была выбрана супругой Ли Хона, принца Кванхэ, который был сыном вана Сонджо от Ким Гонбин, наложницы старшего 1-го ранга. Как жена Ли Хона госпожа Ю получила титул «Принцесса-консорт Мунсон» (문성군부인). Когда Ли Хон стал наследным принцем в 1592 году, она была возведена в ранг наследной принцессы. В 1608 году Ли Хон взошёл на престол как пятнадцатый ван Чосона — Кванхэ, и его жена стала титуловаться королевой-консортом Хеджан (혜장왕후; 惠章王后).
Её родители получили придворные титулы: отец — «внутренний принц Муньян» (문양부원군), мать — «внутренняя принцесса-консорт Бонвон» (봉원부부인).

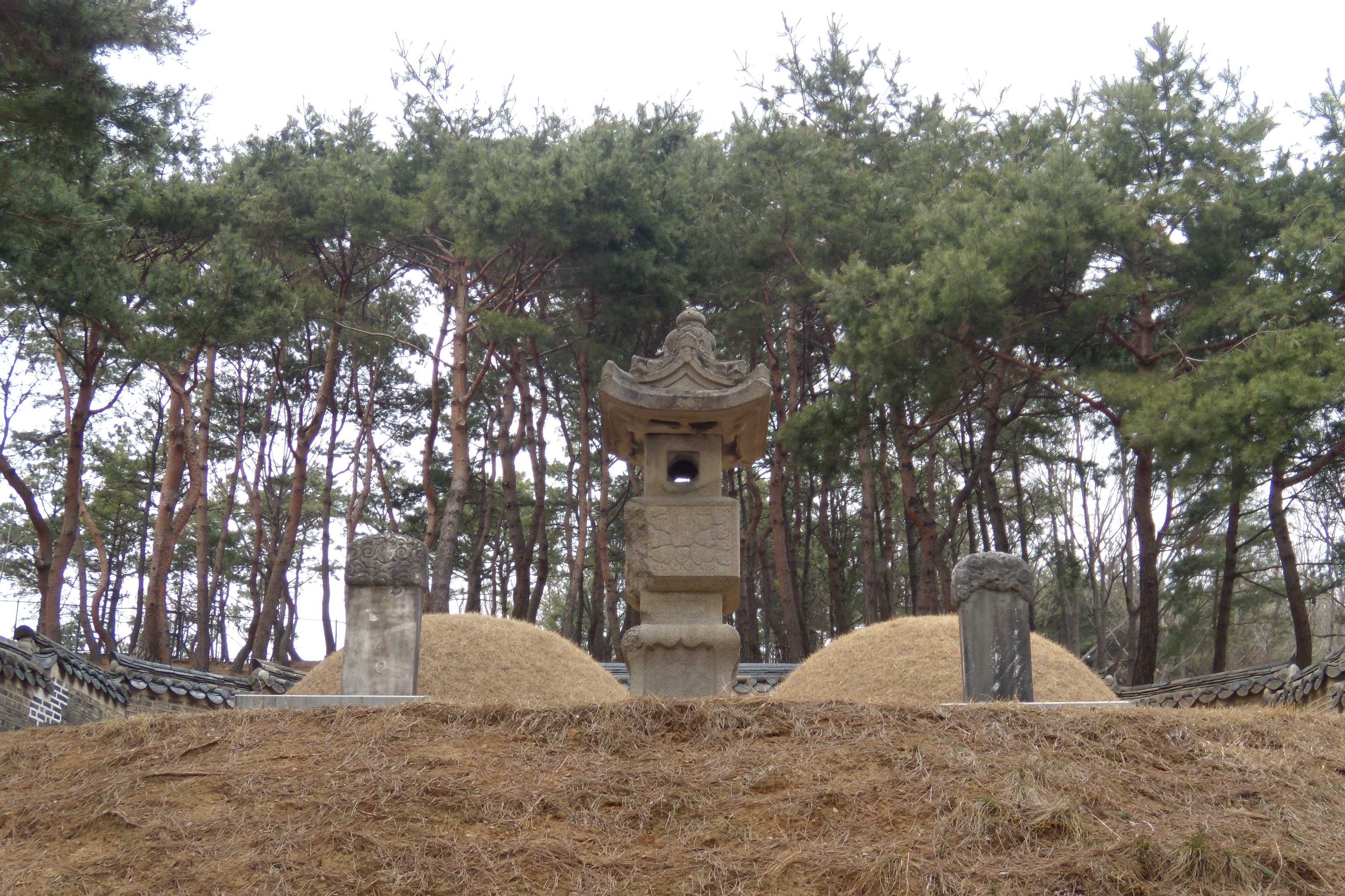
Могила её мужа Кванхэгуна, которую перенесли к предполагаемому месту её захоронения.

6 апреля 1623 года Кванхэ был свергнут в результате переворота фракцией Западных. Переворот под руководством Ким Ю произошёл ночью. Король бежал, но позже был схвачен. Его племянник Инджо был возведён на трон в качестве 16-го монарха Чосона. Как жена свергнутого короля, госпожа Ю потеряла свой статус королевы-консорта и стала известна как Свергнутая королева Ю (장렬경휘정성명숙현신정순왕비; 章烈敬徽貞聖明淑顯愼貞順王妃). Она была сослана на остров Канхва́ вместе с мужем. Её сын Ли Джи, свергнутый Наследный принц, пытался бежать со своей женой, но потерпел неудачу, в результате чего они покончили жизнь самоубийством. Свергнутая королева Ю скончалась в том же году после семи месяцев жизни в изгнании.
Свергнутая королева Ю была похоронена в Чоксоне, Янджу, провинция Кёнгидо, местонахождение могилы неизвестно.

## Семья

### Родители
- Отец — Ю Джаси́н (유자신) (декабрь 1541 — 7 февраля 1612)
  - 1) Дедушка − Ю Джам (류잠, 柳潛) (1509—1576)
    - 2) Прадедушка — Ю Сучхон (류수천, 柳壽千)
      - 3) Прапрадедушка — Ю Джегын (류제근, 柳悌根)

  - 1) Бабушка — госпожа Чон из клана Хадон Чон (1510—1587) (하동 정씨)[1]
- Дядя — Ю Доксин (유덕신, 柳德新)
  - Кузен — Ю Тэхён (유태형, 柳泰亨)
- Мать — внутренняя принцесса-консорт Бонвон из клана Донхрэ[уточнить] Чон (1541—1620) (봉원부부인 동래 정씨, 蓬原府夫人 東萊 鄭氏)[2]
  - 1) Дед — Чон Югиль (30 ноября 1515 — 28 сентября 1588) (정유길)
  - 1) Бабушка — госпожа Вон из клана Вонджу Вон (정경부인 원주 원씨, 貞敬夫人 原州 元氏)

### Братья и сестры
- Старший брат — Ю Хвикан (류희갱, 柳希鏗)
- Старший брат — Ю Хвидам (류희담, 柳希聃) (1563—1614)
- Старший брат — Ю Хвибун (류희분, 柳希奮) (1564—1623)
  - Племянник — Ю Мёнрип (류명립, 柳命立)
- Старший брат — Ю Хвипаль[уточнить] (류희발, 柳希發) (1568—1623)
  - Племянница — госпожа Ю из клана Мунхва Ю (문화 류씨)
  - Муж племянницы — Ли Му (이무, 李袤)
- Старшая сестра — госпожа Ю из клана Мунхва Ю (문화 류씨)
- Старшая сестра — госпожа Ю из клана Мунхва Ю (문화 류씨)
- Старший брат — Ю Хвирян (류희량, 柳希亮) (1575—1628)
- Младшая сестра — госпожа Ю из клана Мунхва Ю (문화 류씨)
- Младший брат — Ю Хвиань (류희안, 柳希安) (1581—1638)

### Супруг
- Кванхэ (4 июня 1575 — 7 августа 1641) (조선 광해군)

### Дети
- Безымянный ребёнок (? — 1592)
- Первый сын (1596—1596)
- Сын — Ли Джи, свергнутый Наследный принц (31 декабря 1598 — 22 июля 1623) (이지 폐세자)[3]
  - Невестка — свергнутая Наследная принцесса-консорт Пак из клана Мирьян Пак (1598 — май 1623) (폐빈 박씨, 廢嬪 朴氏)[4]
    - Безымянная внучка (군주) (1614—1614)
- Третий сын (1601—1603)

## В популярной культуре
Образ свергнутой королевы Ю сыграли южнокорейские актрисы:
- Чан Сохи в телесериале 1995 года «Западный дворец» (KBS2).
- Са Канга в сериале 2003—2004 годов «Женщина короля» (SBS).
- Хан Хёчжу в фильме «Маскарад» 2012 года.
- Ли Сиа в телесериале 2013 года «Врач Хо Джун: подлинная история» (MBC).
- Ким Хичжон в сериале «Лицо короля» (KBS, 2014 год).
- Ким Хёсо в сериале 2015 года «Великолепная политика» (MBC).
- Ли Сеён в сериале 2019 года «Коронованный клоун» (tvN).
- Пак Минчжон в сериале 2019 года «Сказка о Нокду» (KBS2).